# بولي (للر وكتك)
بولي (بالفارسية: پلی) هي منطقة سكنية تقع في إيران في قسم للر وكتك الريفي. يقدر عدد سكانها بـ 298 نسمة بحسب إحصاء 2016.